# Ljubica
Ljubica (viola, viojla, lat. Viola) rod je cvjetnica iz porodice Violaceae, s 478 priznatih vrsta raširenih diljem svijeta. Većina vrsta nađeno je u prostoru Sjeverne polutke, ali ipak postoje i primjerci viole (ljubica, maćuhica) nađeni u veoma udaljenim područjima, kao što su Havaji, Australija, Azija i Ande u Južnoj Americi.
Najviše vrsta ljubice višegodišnje su biljke, neke su jednogodišnje, a nekoliko mali grmovi. Neke vrste uzgajaju se zbog njihovih ukrasnih cvjetova u kutovima i kamenitim vrtovima, maćuhice se posebno intenzivno uzgajaju u saksijama na proljeće i jesen/zimu. Viola i violetta termini su koje koriste vrtlari, a i generalno u hortikulturi za uredne hibridne biljke malih cvjetova srednje veličine između ljubica i maćuhica.

## Opis
Vrste ljubice obično imaju srcolike, narezuckane listove, a nekoliko ih ima palmine listove ili drugačije oblike. Velik broj vrsta ljubice travaste su biljke, a znatan broj ima veoma kratku ili nema stabljiku – što znači da nemaju uočljive stabljike i listove, a cvijeće, kad se pojavljuje, samo se digne iz zemlje; preostale vrste imaju kratke stabljike na kojima cvjetovi i listovi cvjetaju odjednom. Jednostavni listovi biljaka složeni su naizmjenično; vrste s kratkom ili bez stabljike daju bazalne rozete. Biljke obično imaju listove sa sporednim listićima koji sliče na listove.
Cvjetovi kod većine obostrano su simetrični. Formirani su od pet latica; četiri jednake su sa strane, a jedna široka pokazuje prema dolje. Oblik latica i položaj razlikuju se od vrste do vrste, primjerice, neke vrste imaju "podupirač" na kraju svake latice ili samo na široj.
Pojedinačni cvjetovi završavaju dugačke stabljike parom brakteola. Cvjetovi imaju 5 čašičnih listića koji ojačaju ili se povećaju nakon cvjetanja. Cvjetovi imaju 5 slobodnih prašnika s kratkim filamentima koje plodnica ugnjetava, jedino dva manja prašnika imaju podupirače za nektar koji su smješteni na najnižim laticama. Cvjetovi su obloženi blizu vrha, a prašnici su glavičasti, suženi ili često u obliku kljuna. Cvjetovi imaju jajne stanice s tri posteljice.
Nakon cvjetanja, stvore se voćne kapsule koje prsnu, otvorene na tri strane. Cvjetovi ljubice najčešće rastu u proljeće i privlače mnoge insekte. Mnoge vrste također na ljeto i jesen proizvode samooprašivajuće cvjetove koji ne otvaraju svoje latice ili ih nemaju. Sjemena nalik na orahe imaju jake embrione, ravne kotiledone i mekane mesnate masne endosperme. Sjemena često šire mravi.
Boje cvjetova roda variraju, počevši od ljubičaste, kao što i njihovo ime kaže, pa do raznih tonova plave, žute, bijele i krem boje. Mnogim kultivarima i hibridima boje su promijenjene, tako da daju cvjetovove u bojama čitavog spektra. Cvjetaju obilno u proljeće i ljeto. 
Neke ljubice imaju nedostižan miris, koji nadraži receptore nosa, što sprječava bilo kakav dalji miris dok se živci ne oporave.

## Vrste
1. Viola abbreviata J.M.Watson & A.R.Flores
2. Viola abulensis Fern.Casado & Nava
3. Viola abyssinica Steud. ex Oliv.
4. Viola acanthophylla Leyb. ex Reiche
5. Viola accrescens Klokov
6. Viola acrocerauniensis Erben
7. Viola acuminata Ledeb.
8. Viola acutifolia (Kar. & Kir.) W.Becker
9. Viola adenothrix Hayata
10. Viola × adulterina Godr.
11. Viola adunca Sm.
12. Viola aduncoides Á.Löve & D.Löve
13. Viola aethnensis (DC.) Strobl
14. Viola aetolica Boiss. & Heldr.
15. Viola affinis Leconte
16. Viola aizoon Reiche
17. Viola alaica Vved.
18. Viola alba Besser, bijela ljubica
19. Viola albanica Halácsy
20. Viola albida Palib.
21. Viola × albimaritima Vl.V.Nikitin
22. Viola × albovii Vl.V.Nikitin
23. Viola alburnica Ricceri & Moraldo
24. Viola alexandrowiana (W.Becker) Juz.
25. Viola alexejana Kamelin & Junussov
26. Viola allchariensis Beck
27. Viola alliariifolia Nakai
28. Viola allochroa Botsch.
29. Viola alpina Jacq.
30. Viola altaica Ker Gawl.
31. Viola amamiana Hatus.
32. Viola ambigua Waldst. & Kit., 	promjenjiva ljubica
33. Viola amiatina Ricceri & Moraldo
34. Viola amurica W.Becker
35. Viola anagae Gilli
36. Viola angkae Craib
37. Viola angustifolia Phil.
38. Viola anitae J.M.Watson
39. Viola annamensis Baker f.
40. Viola appalachiensis L.K.Henry
41. Viola araucaniae W.Becker
42. Viola arborescens L.
43. Viola argentina W.Becker
44. Viola arguta Humb. & Bonpl. ex Schult.
45. Viola arsenica Beck
46. Viola arvensis Murray, livadna ljubica, poljska ljubica
47. Viola athois W.Becker
48. Viola atropurpurea Leyb.
49. Viola aurantiaca Leyb.
50. Viola aurata Phil.
51. Viola auricolor Skottsb.
52. Viola auricula Leyb.
53. Viola austrosinensis Y.S.Chen & Q.E.Yang
54. Viola × awagatakensis T.Yamaz., I.Ito & Ageishi
55. Viola × bachtschisaraensis Vl.V.Nikitin
56. Viola bakeri Greene
57. Viola balansae Gagnep.
58. Viola balcanica Delip.
59. Viola bangii Rusby
60. Viola banksii K.R.Thiele & Prober
61. Viola baoshanensis W.S.Shu, W.Liu & C.Y.Lan
62. Viola barhalensis G.Knoche & Marcussen
63. Viola barkalovii Bezd.
64. Viola barroetana W.Schaffn. ex Hemsl.
65. Viola × bavarica Schrank
66. Viola baxteri House
67. Viola beamanii Calderón
68. Viola beati J.M.Watson & A.R.Flores
69. Viola beckeriana J.M.Watson & A.R.Flores
70. Viola beckiana Fiala ex Beck
71. Viola beckwithii Torr. & A.Gray
72. Viola belophylla Boissieu
73. Viola bertolonii Pio
74. Viola betonicifolia Sm.
75. Viola bezdelevae Vorosch.
76. Viola bhutanica H.Hara
77. Viola biflora L., dvocvjetna ljubica
78. Viola binayensis Okamoto & K.Ueda
79. Viola × bissellii House
80. Viola bissetii Maxim.
81. Viola blanda Willd.
82. Viola blandiformis Nakai
83. Viola × blaxlandiae J.M.Watson & A.R.Flores
84. Viola bocquetiana Yild.
85. Viola boissieuana Makino
86. Viola boliviana Britton
87. Viola brachyceras Turcz.
88. Viola brachypetala Gay
89. Viola brachyphylla W.Becker
90. Viola × braunii Borbás
91. Viola breviflora Jungsim Lee & M.Kim
92. Viola brevistipulata (Franch. & Sav.) W.Becker
93. Viola bridgesii Britton
94. Viola brittoniana Pollard
95. Viola bubanii Timb.-Lagr.
96. Viola bulbosa Maxim.
97. Viola × burnatii Gremli
98. Viola bustillosia Gay
99. Viola calabra (A.Terracc.) Ricceri & Moraldo
100. Viola calcarata L.
101. Viola calchaquiensis W.Becker
102. Viola calcicola R.A.McCauley & H.E.Ballard
103. Viola caleyana G.Don
104. Viola cameleo H.Boissieu
105. Viola canadensis L.
106. Viola canescens Wall.
107. Viola canina L., pasja ljubica,
108. Viola capillaris Pers.
109. Viola caspia (Rupr.) Freyn
110. Viola cassinensis Strobl
111. Viola caucasica Kolen. ex Rupr.
112. Viola cavillieri W.Becker
113. Viola cazorlensis Gand.
114. Viola cenisia L.
115. Viola cephalonica Bornm.
116. Viola cerasifolia A.St.-Hil.
117. Viola cervatiana Ricceri & Moraldo
118. Viola chaerophylloides (Regel) W.Becker
119. Viola chalcosperma Brainerd
120. Viola chamaedrys Leyb.
121. Viola chamissoniana Ging.
122. Viola changii J.S.Zhou & F.W.Xing
123. Viola charlestonensis M.S.Baker & J.C.Clausen
124. Viola chassanica Kork.
125. Viola cheeseana J.M.Watson
126. Viola cheiranthifolia Bonpl., ljubica vulkana Teid
127. Viola chejuensis Y.N.Lee & Y.C.Oh
128. Viola chelmea Boiss., dinarska ljubica
129. Viola chiapasiensis W.Becker
130. Viola × chrysantha Schrad. ex Rchb.
131. Viola cilentana Ricceri & Moraldo
132. Viola cilicica Contandr. & Quézel
133. Viola cinerea Boiss.
134. Viola clauseniana M.S.Baker
135. Viola cleistogamoides (L.G.Adams) Seppelt
136. Viola cochranei H.E.Ballard
137. Viola collina Besser, brežuljkasta ljubica
138. Viola columnaris Skottsb.
139. Viola comberi W.Becker
140. Viola commersonii DC. ex Ging.
141. Viola communis Pollard
142. Viola comollia Massara
143. Viola concordifolia C.J.Wang
144. Viola confertifolia C.C.Chang
145. Viola congesta Gillies ex Hook. & Arn.
146. Viola × conjugens Greene
147. Viola × consobrina House
148. Viola × consocia House
149. Viola × contempta Jord.
150. Viola × cooperrideri H.E.Ballard
151. Viola × cordifolia (Nutt.) Schwein.
152. Viola cornuta L.
153. Viola coronifera W.Becker
154. Viola corralensis Phil.
155. Viola corsica Nyman
156. Viola cotyledon Ging.
157. Viola crassifolia Fenzl
158. Viola crassiuscula Bory
159. Viola cuatrecasasii L.B.Sm. & A.Fernández
160. Viola cucullata Aiton
161. Viola cuicochensis Hieron.
162. Viola culminis F.Fen. & Moraldo
163. Viola cuneata S.Watson
164. Viola cunninghamii Hook.f.
165. Viola curtisiae (L.G.Adams) K.R.Thiele
166. Viola cuspidifolia W.Becker
167. Viola czemalensis Zuev
168. Viola dacica Borbás
169. Viola dactyloides Schult.
170. Viola dalatensis Gagnep.
171. Viola dandoisiorum J.M.Watson & A.R.Flores
172. Viola danielae Pînzaru
173. Viola dasyphylla W.Becker
174. Viola davidii Franch.
175. Viola × davisii House
176. Viola decipiens Reiche
177. Viola declinata Waldst. & Kit.
178. Viola decumbens L.f.
179. Viola dehnhardtii Ten.
180. Viola delavayi Franch.
181. Viola delphinantha Boiss.
182. Viola demetria Prolongo ex Boiss.
183. Viola denizliensis O.D.Dü?en, Göktürk, U.Sarpkaya & B.Gürcan
184. Viola diamantiaca Nakai
185. Viola dichroa Boiss.
186. Viola diffusa Ging.
187. Viola dimorphophylla Y.S.Chen & Q.E.Yang
188. Viola dirimliensis Blaxland
189. Viola dirphya Tiniakou
190. Viola disjuncta W.Becker
191. Viola dissecta Ledeb.
192. Viola diversifolia (DC.) W.Becker
193. Viola doerfleri Degen
194. Viola × doii Taken.
195. Viola dombeyana DC. ex Ging.
196. Viola domeikoana Gay
197. Viola domestica E.P.Bicknell
198. Viola douglasii Steud.
199. Viola dubyana Burnat ex Gremli
200. Viola duclouxii W.Becker
201. Viola dukadjinica W.Becker & Košanin
202. Viola dyris Maire
203. Viola × eclipes H.E.Ballard
204. Viola ecuadorensis W.Becker
205. Viola edulis Spach
206. Viola egglestonii Brainerd
207. Viola eizanensis (Makino) Makino
208. Viola × eizasieboldii Sugim. ex T.Shimizu
209. Viola elatior Fr., visoka ljubica
210. Viola elegantula Schott, ljupka ljubica
211. Viola emarginata (Nutt.) Leconte
212. Viola eminens K.R.Thiele & Prober
213. Viola eminii (Engl.) R.E.Fr.
214. Viola enmae P.Gonzáles
215. Viola epipsila Ledeb.
216. Viola epipsiloides Á.Löve & D.Löve
217. Viola epirota (Halácsy) Raus
218. Viola eriocarpa Schwein.
219. Viola ermenekensis Yild. & Dinç
220. Viola escarapela J.M.Watson & A.R.Flores
221. Viola escondidaensis W.Becker
222. Viola etrusca Erben
223. Viola euboea (Halácsy) Halácsy
224. Viola eugeniae Parl.
225. Viola evae Hieron. ex W.Becker
226. Viola eximia Formánek
227. Viola exsul J.M.Watson & A.R.Flores
228. Viola falconeri Hook.f. & Thomson
229. Viola farkasiana J.M.Watson & A.R.Flores
230. Viola faurieana W.Becker
231. Viola × fennica F.Nyl.
232. Viola ferdinandea Ricceri & Moraldo
233. Viola ferrarinii Moraldo & Ricceri
234. Viola ferreyrae P.Gonzáles
235. Viola filicaulis Hook.f.
236. Viola × filicetorum Greene
237. Viola fimbriatula Sm.
238. Viola fischeri W.Becker
239. Viola flagelliformis Hemsl.
240. Viola flavicans Wedd.
241. Viola flettii Piper
242. Viola floridana Brainerd
243. Viola flos-idae Hieron.
244. Viola fluehmannii Phil.
245. Viola formosana Hayata
246. Viola forrestiana W.Becker
247. Viola forskaalii Greuter
248. Viola fragrans Sieber
249. Viola frank-smithii N.H.Holmgren
250. Viola friderici W.Becker
251. Viola frigida Phil.
252. Viola frondosa (Velen.) Velen.
253. Viola frusinatae Ricceri & Moraldo
254. Viola fruticosa W.Becker
255. Viola × fujisanensis S.Watan.
256. Viola fuscifolia W.Becker
257. Viola fuscoviolacea (L.G.Adams) T.A.James
258. Viola galeanaensis M.S.Baker
259. Viola × ganeschinii Vl.V.Nikitin
260. Viola ganiatsasii Erben
261. Viola gaviolii Ricceri & Moraldo
262. Viola gelida J.M.Watson, M.P.Cárdenas & A.R.Flores
263. Viola germainii Sparre
264. Viola glabella Nutt.
265. Viola glaberrima (Ging. ex Chapm.) House
266. Viola glandularis H.E.Ballard & P.M.Jørg.
267. Viola glechomoides Leyb.
268. Viola gmeliniana Schult.
269. Viola godoyae Phil.
270. Viola × gotlandica W.Becker
271. Viola gracilis Sm.
272. Viola gracillima A.St.-Hil.
273. Viola grahamii Benth.
274. Viola grandisepala W.Becker
275. Viola granulosa Wedd.
276. Viola grayi Franch. & Sav.
277. Viola × greatrexii Nakai & F.Maek.
278. Viola grisebachiana Vis.
279. Viola × grubovii Vl.V.Nikitin
280. Viola grypoceras A.Gray
281. Viola guadalupensis A.M.Powell & Wauer
282. Viola guangzhouensis A.Q.Dong, J.S.Zhou & F.W.Xing
283. Viola guatemalensis W.Becker
284. Viola guaxarensis M.Marrero, Docoito Díaz & Martín Esquivel
285. Viola × halacsyana Degen & Dörfl.
286. Viola hallii A.Gray
287. Viola hamiltoniana D.Don
288. Viola hancockii W.Becker
289. Viola hastata Michx.
290. Viola × haynaldii Wiesb.
291. Viola hederacea Labill., bršljenasta ljubica, australska ljubica
292. Viola hediniana W.Becker
293. Viola heldreichiana Boiss.
294. Viola helena C.N.Forbes & Lydgate
295. Viola hemsleyana Calderón
296. Viola henriquesii (Willk. ex Cout.) W.Becker
297. Viola henryi H.Boissieu
298. Viola herzogii (W.Becker) Bornm.
299. Viola × heterocarpa Borbás
300. Viola hieronymi W.Becker
301. Viola hillii W.Becker
302. Viola hirsutula Brainerd
303. Viola hirta L., dlakava ljubica, rutava ljubica
304. Viola × hirtiformis Wiesb.
305. Viola hirtipes S.Moore
306. Viola hispida Lam.
307. Viola hissarica Juz.
308. Viola × hollickii House
309. Viola hondoensis W.Becker & H.Boissieu
310. Viola hookeri Thomson
311. Viola hookeriana Kunth
312. Viola howellii A.Gray
313. Viola huesoensis Martic.
314. Viola huidobrii Gay
315. Viola hultenii W.Becker
316. Viola humilis Kunth
317. Viola × hungarica Degen & Sabr.
318. Viola hybanthoides W.B.Liao & Q.Fan
319. Viola hymettia Boiss. & Heldr.
320. Viola × hyrcanica Vl.V.Nikitin
321. Viola × ibukiana Makino
322. Viola × igoschinae Vl.V.Nikitin
323. Viola ilvensis (W.Becker) Arrigoni
324. Viola improcera L.G.Adams
325. Viola incisa Turcz.
326. Viola × incissecta Vl.V.Nikitin
327. Viola incognita Brainerd
328. Viola inconspicua Blume
329. Viola indica W.Becker
330. Viola ingolensis Elisafenko
331. Viola × insessa House
332. Viola × insolita House
333. Viola × interjecta Borbás
334. Viola × intersita Beck
335. Viola ircutiana Turcz.
336. Viola irinae Zolot.
337. Viola isaurica Contandr. & Quézel
338. Viola × iselensis W.Becker
339. Viola isopetala Juz.
340. Viola ivonis Erben
341. Viola iwagawae Makino
342. Viola × jagellonica Zapal.
343. Viola jalapaensis W.Becker
344. Viola jangiensis W.Becker
345. Viola japonica Langsd. ex Ging.
346. Viola jaubertiana Marès & Vigin.
347. Viola javanica W.Becker
348. Viola jeniseensis Zuev
349. Viola × jindoensis M.Kim
350. Viola jinggangshanensis Z.L.Ning & J.P.Liao
351. Viola jizushanensis S.H.Huang
352. Viola × joannis-wagneri Kárpáti
353. Viola joergensenii W.Becker
354. Viola johnstonii W.Becker
355. Viola jooi Janka
356. Viola jordanii Hanry
357. Viola × josephii J.M.Watson & A.R.Flores
358. Viola × juzepczukii Vl.V.Nikitin
359. Viola kamtschadalorum W.Becker & Hultén
360. Viola × karakulensis Vl.V.Nikitin & O.Baranova
361. Viola kauaensis A.Gray
362. Viola keiskei Miq.
363. Viola kermesina W.Becker
364. Viola × kerneri Wiesb.
365. Viola × kisoana Nakai
366. Viola kitaibeliana Schult., Kitajbelova ljubica
367. Viola kitamiana Nakai
368. Viola kizildaghensis Dinç & Yild.
369. Viola kjellbergii Melch.
370. Viola × klingeana Ronniger
371. Viola kopaonikensis Pancic ex Tomovic & Niketic
372. Viola kosanensis Hayata
373. Viola kosaninii (Degen) Hayek
374. Viola × kozo-poljanskii Grosset
375. Viola × krascheninnikoviorum Vl.V.Nikitin
376. Viola kunawarensis Royle
377. Viola kusanoana Makino
378. Viola kusnezowiana W.Becker
379. Viola labradorica Schrank
380. Viola × lacmonica Hausskn.
381. Viola lactea Sm.
382. Viola lactiflora Nakai
383. Viola lainzii P.Monts.
384. Viola lanaiensis W.Becker
385. Viola lanceolata L.
386. Viola langeana Valentine
387. Viola langloisii Greene
388. Viola langsdorffii Fisch. ex Ging.
389. Viola lanifera W.Becker
390. Viola laricicola Marcussen
391. Viola latistipula Hemsl.
392. Viola latiuscula Greene
393. Viola lehmannii W.Becker
394. Viola leyboldiana Phil.
395. Viola libanotica Boiss.
396. Viola lilliputana Iltis & H.E.Ballard
397. Viola lilloana W.Becker
398. Viola limbarae (Merxm. & W.Lippert) Arrigoni
399. Viola lithion N.H.Holmgren & P.K.Holmgren
400. Viola × litoralis Spreng.
401. Viola livonica Vl.V.Nikitin
402. Viola llullaillacoensis W.Becker
403. Viola lobata Benth.
404. Viola lologensis (W.Becker) J.M.Watson
405. Viola longipetiolata Ricceri & Moraldo
406. Viola lovelliana Brainerd
407. Viola lucens W.Becker
408. Viola × luciae Skottsb.
409. Viola lungtungensis S.S.Ying
410. Viola lutea Huds.
411. Viola × lutzii E.G.Camus
412. Viola lyallii Hook.f.
413. Viola macloskeyi F.E.Lloyd
414. Viola macroceras Bunge
415. Viola maculata Cav.
416. Viola magellanica G.Forst.
417. Viola magellensis Porta & Rigo ex Strobl
418. Viola magnifica C.J.Wang & X.D.Wang
419. Viola majchurensis Pissjauk.
420. Viola × malteana House
421. Viola mandonii W.Becker
422. Viola mandshurica W.Becker
423. Viola maoershanensis Y.S.Chen & Q.E.Yang
424. Viola marcelorosasii J.M.Watson & A.R.Flores
425. Viola × markgrafii W.Becker
426. Viola maroccana (Maire) Maire
427. Viola × matczkasensis Vl.V.Nikitin
428. Viola mauritii Tepl.
429. Viola maviensis H.Mann
430. Viola maximowicziana Makino
431. Viola maymanica Grey-Wilson
432. Viola mearnsii Merr.
433. Viola × melissifolia Greene
434. Viola membranacea W.Becker
435. Viola × menitzkii Vl.V.Nikitin
436. Viola mercurii Orph. ex Halácsy
437. Viola merrilliana W.Becker
438. Viola merxmuelleri Erben
439. Viola mesadensis W.Becker
440. Viola miaolingensis Y.S.Chen
441. Viola micranthella Wedd.
442. Viola microcentra W.Becker
443. Viola microphylla Phil.
444. Viola milanae Vl.V.Nikitin
445. Viola × militaris Savouré
446. Viola minuscula Greene
447. Viola minuta M.Bieb.
448. Viola minutiflora Phil.
449. Viola mirabilis L., čudesna ljubica
450. Viola missouriensis Greene
451. Viola × mixta A.Kern.
452. Viola modesta Fenzl
453. Viola molisana Ricceri & Moraldo
454. Viola × mollicula House
455. Viola mongolica Franch.
456. Viola montagnei Gay
457. Viola montcaunica Pau
458. Viola moupinensis Franch.
459. Viola mucronulifera Hand.-Mazz.
460. Viola muehldorfii Kiss
461. Viola × mulfordiae Pollard
462. Viola muliensis Y.S.Chen & Q.E.Yang
463. Viola munbyana Boiss. & Reut.
464. Viola murronensis Ricceri & Moraldo
465. Viola muscoides Phil.
466. Viola nagasawae Makino & Hayata
467. Viola × najadum Wein
468. Viola nana (DC. ex Ging.) Le Jol.
469. Viola nanlingensis J.S.Zhou & F.W.Xing
470. Viola nannae R.E.Fr.
471. Viola nannei Pol.
472. Viola × napae House
473. Viola nassauvioides Phil.
474. Viola nebrodensis C.Presl
475. Viola × neglectiformis Vl.V.Nikitin
476. Viola nemoralis Kütz.
477. Viola nephrophylla Greene
478. Viola niederleinii W.Becker
479. Viola × nikitinii Vasjukov
480. Viola nitida Y.S.Chen & Q.E.Yang
481. Viola nobilis W.Becker
482. Viola × notabilis E.P.Bicknell
483. Viola novae-angliae House
484. Viola nubigena Leyb.
485. Viola nuda W.Becker
486. Viola nujiangensis Y.S.Chen & X.H.Jin
487. Viola nummulariifolia Vill.
488. Viola nuttallii Pursh
489. Viola oahuensis C.N.Forbes
490. Viola oblonga Blatt.
491. Viola obtusa (Makino) Makino
492. Viola × obtusoacuminata T.Hashim. ex T.Shimizu
493. Viola × obtusogrypoceras Makino
494. Viola occulta Lehm.
495. Viola ocellata Torr. & A.Gray
496. Viola odontocalycina Boiss.
497. Viola odorata L., mirisna ljubica, mirisava ljubica
498. Viola × ogawae Nakai
499. Viola × okuharae F.Maek. ex T.Shimizu
500. Viola × olimpia Beggiat.
501. Viola orbelica Pancic
502. Viola orbiculata (A.Gray) Geyer ex B.D.Jacks.
503. Viola oreades M.Bieb.
504. Viola orientalis (Maxim.) W.Becker
505. Viola orphanidis Boiss.
506. Viola orthoceras Ledeb.
507. Viola ovalleana Phil.
508. Viola ovato-oblonga (Miq.) Makino
509. Viola oxyodontis H.E.Ballard
510. Viola pachyrrhiza Boiss. & Hohen.
511. Viola pachysoma M.Sheader & J.M.Watson
512. Viola pacifica Juz.
513. Viola painteri Rose & House
514. Viola palatina Y.N.Lee
515. Viola pallascaensis W.Becker
516. Viola palmata L.
517. Viola palmensis (Webb & Berthel.) Sauer
518. Viola palustris L., močvarna ljubica
519. Viola papuana W.Becker & Pulle
520. Viola paradoxa Lowe
521. Viola parnonia Kit Tan, Sfikas & Vold
522. Viola parvula Tineo
523. Viola patrinii Ging.
524. Viola pectinata E.P.Bicknell
525. Viola pedata L.
526. Viola pedatifida G.Don
527. Viola pedunculata Torr. & A.Gray, žuta maćuhica
528. Viola pekinensis (Regel) W.Becker
529. Viola pendulicarpa W.Becker
530. Viola pentadactyla Fenzl
531. Viola perinensis W.Becker
532. Viola × perplexa Gremli
533. Viola perpusilla Boissieu
534. Viola perreniformis (L.G.Adams) R.J.Little & Leiper
535. Viola petraea W.Becker
536. Viola phalacrocarpa Maxim.
537. Viola philippiana Greene
538. Viola philippica Cav.
539. Viola phitosiana Erben
540. Viola pilosa Blume
541. Viola pinetorum Greene
542. Viola pinnata L.
543. Viola pitouchaoensis S.S.Ying
544. Viola placida W.Becker
545. Viola × pluricaulis Borbás
546. Viola pluviae Marcussen, H.E.Ballard & Blaxland
547. Viola × poelliana Murr
548. Viola poetica Boiss. & Spruner
549. Viola polycephala H.E.Ballard & P.M.Jørg.
550. Viola polypoda Turcz.
551. Viola × polysecta Nakai
552. Viola × popovae Vl.V.Nikitin
553. Viola × populifolia Greene
554. Viola × porphyrea R.Uechtr.
555. Viola portalesia Gay
556. Viola × porteriana Pollard
557. Viola portulacea Leyb.
558. Viola praemorsa Douglas
559. Viola primorskajensis (W.Becker) Vorosch.
560. Viola primulifolia L.
561. Viola principis Boissieu
562. Viola prionantha Bunge
563. Viola producta W.Becker
564. Viola pseudaetolica Tomovic, Melovski & Niketic
565. Viola pseudogracilis (A.Terracc.) Strobl ex Degen & Dörfl.
566. Viola pseudograeca Erben
567. Viola × pseudomakinoi M.Mizush. ex T.Shimizu
568. Viola pubescens Aiton, paperjasta žuta ljubica
569. Viola pulvinata Reiche
570. Viola pumila Chaix, niska ljubica
571. Viola purpurea Kellogg
572. Viola pusilla Poepp.
573. Viola pusillima Wedd.
574. Viola pygmaea Juss. ex Poir.
575. Viola × pynzarii Vl.V.Nikitin
576. Viola pyrenaica Ramond ex DC.
577. Viola quercetorum M.S.Baker & J.C.Clausen
578. Viola raddeana Regel
579. Viola rafinesquei Greene
580. Viola ramiflora K.O.Yoo
581. Viola ramosiana W.Becker
582. Viola rauliniana Erben
583. Viola × raunsiensis W.Becker & Košanin
584. Viola rausii Erben
585. Viola × redacta House
586. Viola regina J.M.Watson & A.R.Flores
587. Viola reichei Skottsb. ex Macloskie
588. Viola reichenbachiana Jord. ex Boreau, Reichenbachova ljubica
589. Viola renifolia A.Gray
590. Viola replicata W.Becker
591. Viola × reschetnikovae Vl.V.Nikitin
592. Viola retusa Greene
593. Viola rheophila Okamoto
594. Viola rhodopeia W.Becker
595. Viola rhombifolia Leyb.
596. Viola × ritschliana W.Becker
597. Viola riviniana Rchb., Rivinijeva ljubica
598. Viola × robinsoniana House
599. Viola roccabrunensis Espeut
600. Viola rodriguezii W.Becker
601. Viola roigii Rossow
602. Viola rosacea Brainerd
603. Viola rossii Hemsl.
604. Viola rossowiana J.M.Watson & A.R.Flores
605. Viola rostrata Muhl. ex Pursh, dugotrajna ljubica
606. Viola rosulata Poepp. & Endl.
607. Viola rotundifolia Michx.
608. Viola rubella Cav.
609. Viola rubromarginata J.M.Watson & A.R.Flores
610. Viola rudolfii Vl.V.Nikitin
611. Viola rudolphii Sparre
612. Viola rugosa Phil. ex W.Becker
613. Viola rugulosa Greene
614. Viola × rupestriformis Vl.V.Nikitin
615. Viola rupestris F.W.Schmidt, kamenjarska ljubica
616. Viola rupicola Elmer
617. Viola saccata Melch.
618. Viola sacchalinensis H.Boissieu
619. Viola sacculus Skottsb.
620. Viola sagittata Aiton
621. Viola samothracica (Degen) Raus
622. Viola sandrasea Melch.
623. Viola santiagonensis W.Becker
624. Viola × savatieri Makino
625. Viola saxifraga Maire
626. Viola × scabra F.Braun
627. Viola scandens Humb. & Bonpl. ex Schult.
628. Viola schachimardanica Khalk.
629. Viola schariensis Erben
630. Viola × schauloi Vl.V.Nikitin
631. Viola scorpiuroides Coss.
632. Viola seleriana W.Becker
633. Viola selkirkii Pursh ex Goldie
634. Viola sempervirens Greene
635. Viola sempervivum Gay
636. Viola × semseyana Borbás
637. Viola senzanensis Hayata
638. Viola septemloba Leconte
639. Viola septentrionalis Greene
640. Viola sequeirae Capelo, R.Jardim, J.C.Costa, Lousã & Rivas Mart.
641. Viola × sermenika Formánek
642. Viola serpentinicola Mig.F.Salas
643. Viola serresiana Erben
644. Viola sfikasiana Erben
645. Viola shaoyoukengensis S.S.Ying
646. Viola sheltonii Torr.
647. Viola shikokiana Makino
648. Viola shinchikuensis Yamam.
649. Viola sieberiana Spreng.
650. Viola sieboldii Maxim.
651. Viola sieheana W.Becker
652. Viola sikkimensis W.Becker
653. Viola silicestris K.R.Thiele & Prober
654. Viola singularis J.M.Watson & A.R.Flores
655. Viola sintenisii W.Becker
656. Viola sirinica Ricceri & Moraldo
657. Viola × skofitziana Wiesb.
658. Viola skottsbergiana W.Becker
659. Viola somchetica K.Koch
660. Viola sororia Willd., obična ljubičasta ili šumska ljubica
661. Viola spathulata Willd. ex Schult.
662. Viola speciosa Pant.
663. Viola spegazzinii W.Becker
664. Viola sphaerocarpa W.Becker
665. Viola stagnina Kit. ex Schult.
666. Viola steinbachii W.Becker
667. Viola stewardiana W.Becker
668. Viola stipularis Sw.
669. Viola stojanowii W.Becker
670. Viola stoloniflora Yokota & Higa
671. Viola stoneana House
672. Viola striata Aiton
673. Viola striatella H.Boissieu
674. Viola striis-notata (J.Wagner) Merxm. & W.Lippert
675. Viola stuebelii Hieron.
676. Viola suavis M.Bieb., blijeda ljubica
677. Viola × subaffinis House
678. Viola subandina J.M.Watson
679. Viola subasica (Fiori) Ricceri & Moraldo
680. Viola subatlantica (Maire) Ibn Tattou
681. Viola subdimidiata A.St.-Hil.
682. Viola × sublanceolata House
683. Viola subsinuata (Greene) Greene
684. Viola × sukaczewii Vl.V.Nikitin
685. Viola sumatrana Miq.
686. Viola szetschwanensis W.Becker & H.Boissieu
687. Viola taltalensis W.Becker
688. Viola tanaitica Grosset
689. Viola × taradakensis Nakai
690. Viola tarbagataica Klokov
691. Viola tashiroi Makino
692. Viola tectiflora W.Becker
693. Viola tenuipes Pollard
694. Viola tenuissima C.C.Chang
695. Viola teplouchovii Juz.
696. Viola teshioensis Miyabe & Tatew.
697. Viola thasia W.Becker
698. Viola thianschanica Maxim.
699. Viola thibaudieri Franch. & Sav.
700. Viola thomasiana Songeon & E.P.Perrier
701. Viola thomsonii Oudem.
702. Viola thymifolia Britton
703. Viola tienschiensis W.Becker
704. Viola × tigirekica Vl.V.Nikitin
705. Viola tineorum Erben & Raimondo
706. Viola tokubuchiana Makino
707. Viola tomentosa M.S.Baker & J.C.Clausen
708. Viola × torslundensis W.Becker
709. Viola tovarii P.Gonzáles & Molina-Alor
710. Viola triangulifolia W.Becker
711. Viola trichopetala C.C.Chang
712. Viola trichosepala (W.Becker) Juz.
713. Viola tricolor L., trobojna ljubica
714. Viola tridentata Sm.
715. Viola triflabellata W.Becker
716. Viola trinervata (Howell) Howell ex A.Gray
717. Viola tripartita Elliott
718. Viola trochlearis J.M.Watson & A.R.Flores
719. Viola truncata Meyen
720. Viola tucumanensis W.Becker
721. Viola turkestanica Regel & Schmalh.
722. Viola turritella J.M.Watson & A.R.Flores
723. Viola × tuvinica Vl.V.Nikitin
724. Viola × tzvelevii Vl.V.Nikitin
725. Viola ucriana Erben & Raimondo
726. Viola × uechtritziana Borbás
727. Viola uliginosa Besser, vrećasta ljubica
728. Viola umbraticola Kunth
729. Viola umphangensis S.Nansai, Srisanga & Suwanph.
730. Viola uniflora L.
731. Viola uniquissima J.M.Watson & A.R.Flores
732. Viola unwinii W.Becker
733. Viola urophylla Franch.
734. Viola utahensis M.S.Baker & J.C.Clausen
735. Viola utchinensis Koidz.
736. Viola vadimii Vl.V.Nikitin
737. Viola vaginata Maxim.
738. Viola valderia All.
739. Viola vallenarensis W.Becker
740. Viola vallicola A.Nelson
741. Viola vanroyenii H.St.John
742. Viola variegata Fisch. ex Link
743. Viola vectoris Ricceri & Moraldo
744. Viola velutina Formánek
745. Viola veronicifolia Planch. & Linden
746. Viola viarum Pollard
747. Viola × viatkensis Vl.V.Nikitin
748. Viola × villaquensis Benz
749. Viola villosa Walter
750. Viola × vilnaensis W.Becker
751. Viola × vindobonensis Wiesb.
752. Viola violacea Makino
753. Viola vittata Greene
754. Viola volcanica Gillies ex Hook. & Arn.
755. Viola voliotisii Erben
756. Viola vorobievii Bezd.
757. Viola vourinensis Erben
758. Viola vulturis Ricceri & Moraldo
759. Viola wailenalenae (Rock) Skottsb.
760. Viola wallichiana Ging.
761. Viola walteri House
762. Viola wansanensis Y.N.Lee
763. Viola weberbaueri W.Becker
764. Viola websteri Hemsl.
765. Viola weibelii J.F.Macbr.
766. Viola × wilczekiana Beauverd
767. Viola × wilhelmii Vl.V.Nikitin
768. Viola × wilibaldii Vl.V.Nikitin
769. Viola willkommii R.Roem. ex Willk.
770. Viola woosanensis Y.N.Lee & J.Kim
771. Viola woroschilovii Bezd.
772. Viola × wujekii H.E.Ballard
773. Viola wulingensis S.S.Ying
774. Viola xanthopotamica J.M.Watson & A.R.Flores
775. Viola yazawana Makino
776. Viola yezoensis Maxim.
777. Viola yildirimlii Dinç & Bagci
778. Viola yunnanensis W.Becker & H.Boissieu
779. Viola yunnanfuensis W.Becker
780. Viola × yurii Vl.V.Nikitin
781. Viola yuzufelensis A.P.Khokhr.
782. Viola × zophodes K.R.Thiele & Prober
783. Viola × zwienenii J.M.Watson & A.R.Flores

Napomena: Ni Saintpaulia ("Afrička ljubica") ni Erythronium dens-canis ("očnjačke ljubice") ne pripadaju pravim ljubicama, rodu  Viola.
Red uključuje divlje ljubice, grupu bezmirisnih vrsta koje su najuobičajenije ljubice na mnogim prostorima, slatku ljubicu Viola odorata (tako nazvanu zbog slatkog mirisa), i mnogo ostalih vrsta čije ime sadrži riječ ljubica. Nekoliko vrsta poznate su kao maćuhice, uključujući žutu maćuhicu i pacifične vrste.
Obična plava ljubičica cvijet je država: Wisconsina, Rhode Islanda, Illinoisa i New Jerseya.
Australija dom je mnogih vrsta ljubica, uključujući vrste Viola hederacea, Viola betonicifolia i Viola banksii, koje su prvi skupili Joseph Banks i Daniel Solander na Cookovom putovanju za Botany Bay.
Moderne maćuhice (V. × wittrockiana) biljni su hibridi od najmanje 3 vrste,  V. tricolor (divlje maćuhice), V. altaica i V. lutea (planinske maćuhice).

## Ostale uporabe

### Kulinarstvo
Tek otvoreni, cvjetovi ljubice mogu se koristiti za ukrašavanje salata ili u nadjevima za piletinu ili ribu.  Kreme i neki deserti mogu biti s okusom srži cvjetova ljubice. Mladi listovi jestivi su sirovi ili kuhani kao neka vrsta lisnatog povrća. Cvjetovi i listovi kultivara 'Rebecca', imaju izraženu aromu vanilije s nagovještajima zimzelene, kako god, prilično su ukusne u salatama. 
'Kandirana ljubica ili kristalizirana ljubica cvijet je, obično od vrste Viola odorata, čuva se za presvlačenje jaja i kristaliziranje šećera. Alternativno, vrući sirup toči se preko svježeg cvijeta (ili je cvijet uronjen u sirup) i miješa se dok se šećer ponovno ne kristalizira i osuši. Ova metoda još uvijek se koristi za latice ruže i primijenjena je s cvjetovima naranče u prošlosti (kad su bademi ili kore naranče tretirane tako i nazivane pralinama). Kandirane ljubice još uvijek su komercijalne u gradu Toluse u Francuskoj, gdje su poznate kao violettes de Toulouse. Koriste se kao ukras ili sastojak aromatičnih deserta. 
Francuzi su također poznati po svojoj juhi od ljubica, najvjerojatnije napravljenu od ekstrakta ljubice. U SAD-u, ova francuska juha od ljubica koristi se za ravne kolače i marsmallowe od ljubice. 

### Medicinske svrhe
Cvjetovi, listovi i korijeni raznih vrsta ljubice koriste se u medicinske svrhe, zato što su bogate vitaminima A i C.  Također sadrže antioksidant nazvan antocijamin. Cvjetovi ljubice također se koriste za biljni čaj koji se koristi u kineskoj biljnoj medicini.

### Parfemi
Viola odorata koristi se kao izvor mirisa u parfemskoj industriji. Poznata je po privlačnom mirisu kako se približava i udaljuje. U cvijeću je prisutan jod, koji isključuje mogućnost za ljude da onjuše mirisni spoj na trenutak u vremenu.

## Korist drugim vrstama
Vrste ljubica kao hranu koriste larve nekih vrsta leptira uključujući vrste Hypercompe scribonia, Noctua pronuba, Noctua janthina, Fabriciana adippe, Boloria selene, Boloria euphrosyne i Xestia c-nigrum.

## Vanjske poveznice
- Violaceae na Topwalksu
- Viola charlestonensis čistovi papira  Arhivirana inačica izvorne stranice od 8. srpnja 2009. (Wayback Machine) iz herbarijuma Louisa-Mariea (Laval University; University of California).
- Slike japanske ljubice  Arhivirana inačica izvorne stranice od 25. siječnja 2010. (Wayback Machine)
- Američko udruženje ljubica  Arhivirana inačica izvorne stranice od 25. prosinca 2008. (Wayback Machine)